# César Mata Pires
César de Araújo Mata Pires (Salvador, 19 de janeiro de 1950 — São Paulo, 22 de agosto de 2017) foi um empresário e engenheiro civil brasileiro, fundador da empreiteira OAS. Foi o maior acionista do grupo OAS, com noventa por cento do capital social. Pires era casado com uma das filhas do político Antônio Carlos Magalhães.

## Biografia
Graduado pela Universidade Federal da Bahia em 1971, Pires trabalhou na construtora Ordebrecht antes de fundar a OAS na Bahia, com outros dois sócios. Até a data de sua morte, era presidente do conselho de administração da construtora.
Em 2015, a revista Forbes estimou que a fortuna de Pires era de 1,6 bilhão de dólares. No ano anterior, sua fortuna era ainda maior, chegando a sete bilhões de dólares. De acordo com o jornal Metrópoles, Pires acumulou riqueza construindo estádios para a Copa do Mundo no Brasil, plataformas de petróleo e rodovias, do Haiti à Angola.
Em 2016, foi internado no hospital Sírio-Libanês, em São Paulo.

### Morte
Em 2017, morreu vítima de um infarto fulminante. A partir de 2014, o grupo OAS, passou a ser investigado pela Operação Lava Jato; antes de falecer, Pires negociava acordo delação premiada no âmbito da operação.